# Aethiothemis ellioti
Aethiothemis ellioti е вид водно конче от семейство Libellulidae. Видът не е застрашен от изчезване.

## Разпространение
Разпространен е в Замбия и Южна Африка.